# Сионий Велички
Сионий Велички е висш български православен духовник, велички епископ от 2007 година.

## Биография
Той е роден е със светско име Стефан Стефанов Радев на 18 ноември 1969 година в София. Завършва 19 ЕСПУ „Елин Пелин“. След военната си служба постъпва в Софийската духовна семинария в паралелния курс при гара Черепиш, която завършва през 1990 година. През 1994 година завършва Богословския факултет към Софийския университет „Свети Климент Охридски“. През 1995-1996 година специализира в Ерланген, Германия. Постриган е за монах на 5 юни 1991 година в Клисурския манастир „Св. св. Кирил и Методий“ от митрополит Дометиан Видински.
На 22 и 23 юни става първо йеродякон след това йеромонах. От 1992 до 1995 година е игумен на Клисурския манастир. От началото на 1996 година е ефимерий и учител по литургика в Софийската духовна семинария, а от 15 юли 1996 година е назначен за ректор на семинарията. На 29 юни 1998 година е възведен в архимандритско достойнство от патриарх Максим Български в Долнолозенския манастир „Св. св. Петър и Павел“.
На 24 март 2007 година е ръкоположен за епископ с титлата велички в патриаршеската катедрала „Свети Александър Невски“. От юли 2009 година е викарий на видинския митрополит, а от 2011 година поема и игуменството на Лопушанския манастир „Св. Йоан Предтеча“, където пребивава постоянно. От 1 май 2014 година по решение на Светия синод на Българската православна църква е назначен за игумен на Троянския манастир. На 3 април 2019 година по решение на Светия синод на Българската православна църква е назначен за игумен и на Бачковския манастир, като запазва и поста игумен на Троянския манастир (до 6 юли 2025 година), като с това става първият духовник в историята на Българската църква, който управлява заедно двата манастира.